# Paramārtha (moine)
Pour les articles homonymes, voir Paramārtha.
Pour paramārtha-satya, la « vérité ultime », voir Les Deux Vérités.
Paramārtha ou Kulanātha (chinois: Zhēndì 真諦, 499 - 569) était un brahmane originaire de la ville d'Ujjain située en Inde centrale, et un moine bouddhiste du courant Yogācāra. Envoyé comme missionnaire, il fut invité en Chine par l'empereur Wudi des Liang. Il fut un important traducteur de textes bouddhiques, ainsi qu'un exégète de premier plan de la doctrine du Yogācāra.

## Biographie
Paramârtha  est né en 499 sous le nom de Kulanatha à Ujjain, au centre-nord de l'Inde, dans une famille de brahmanes. En 545, il se rend à Funan (Cambodge actuel), région dans laquelle le bouddhisme prospère. L'année suivante, il gagne Canton (alors Nanhai), où il se voit convoqué par l'empereur Wu (règne 502 - 549) qui était un grand protecteur du bouddhisme, et qui lui enjoint de se rendre à Nankin (alors capitale de la dynastie Liang, sous le nom de Jiankang). Il commence alors un travail soutenu sous le patronage de l'empereur Wu, se lançant dans la traduction des nombreux textes qu'il aurait emmenés d'Inde. Mais bientôt, la capitale est saccagée, l'empereur renversé et Paramârtha part vers le sud-est, à Fuchun (dans l'actuelle province du Zhejiang), et c'est là, selon Daniel Boucher, que sa carrière de traducteur semble avoir réellement commencé. Mais il souffre du chaos que connaît la Chine du sixième siècle, et en 568, il tente même de se suicider. Après cela, cette même année, il est encore très affecté par la mort de son plus proche disciple, et il meurt en 569.  

## Œuvre
Il est le premier à répandre largement la pensée de l'école Yogācāra en Chine, et c'est là sa contribution majeure à l'histoire du bouddhisme. Pour ce faire, il a traduit plusieurs traités des fondateurs de l'école, Asanga et Vasubandhu. Parmi ces traités, on mentionnera le Viṃśatika (« Les Vingt versets »), le Tiiṃśika (« Les Trente versets »), le Madhyāntavibhāga (en) (« La Distinction entre le milieu et les extrêmes ») et le Mahāyānasaṃgraha (« Résumé de la doctrine du Mahâyâna »).
Cependant, Paramārtha n'a pas fait seulement œuvre de traducteur. Il a vraisemblablement ses propres commentaires exégétiques, essayant notamment de synthétiser les pensées du Yogācāra et du Tathāgatagarbha (« Nature de bouddha ») en un système philosophique unique. À cet égard, l'une de ses contributions les plus remarquables est l'affirmation d'un neuvième niveau de conscience (l'amalavijñāna, la « conscience immaculée ») dans le système Yogācāra (qui, lui, voit huit niveaux). Pour Paramârtha, cette conscience immaculée est source véritable de toute réalité; elle permet de surmonter les souillures qui entachent les niveaux de conscience inférieurs, si bien qu'elle s'identifie Tathagatagarbha, condition sine qua non de l'illumination.  
L'œuvre de Paramartha a jeté les bases philosophiques non seulement de l'école Faxiang (Yogācāra) en Chine, mais elle a permis aussi des développements intellectuels des traditions Huayan, Tiantai et Chan des dynasties Sui et Tang.